# دان كرونين
دان كرونين (بالإنجليزية: Dan Cronin)‏ هو لاعب كرة قاعدة أمريكي، ولد في 1 أبريل 1857 في بوسطن في الولايات المتحدة، وتوفي بنفس المكان في 30 نوفمبر 1885.

## وصلات خارجية
- دان كرونين على موقعبيزبول رفرنس.كوم (الدوري الرئيسي) (الإنجليزية)
- دان كرونين على موقعبيزبول رفرنس.كوم (الدوري الثانوي) (الإنجليزية)